# Lachavious Simmons
Lachavious Simmons (Selma, 26 settembre 1996) è un giocatore di football americano statunitense che milita nel ruolo di offensive tackle per i Chicago Bears della National Football League (NFL).

## Carriera

### Chicago Bears
Simmosn al college giocò a football alla Tennessee State University dal 2016 al 2019. Fu scelto nel corso del settimo giro (227º assoluto) del Draft NFL 2020 dai Chicago Bears. Nella sua stagione da rookie disputò una sola partita, nella settimana 9 contro i Tennessee Titans, in cui partì come titolare.